# Сеттіміо Луччі
Сеттіміо Луччі (італ. Settimio Lucci, нар. 21 вересня 1965, Марино) — італійський футболіст, що грав на позиції захисника. По завершенні ігрової кар'єри — тренер.

## Клубна кар'єра
Народився 21 вересня 1965 року в місті Марино. Розпочинав займатись футболом у школі Vivace Grottaferrata, а потім LVPA Frascati, перш ніж перейти до молодіжної команди столичного «Лаціо», а потім і до їх головних суперників, клубу «Рома».
У жовтні 1983 року він був відданий в оренду в «Авелліно», у складі якого дебютував у Серії А і забив один гол у 14 іграх. З наступного сезону Луччі став грати за основу «Роми», в якій за два наступних сезони зіграв 17 матчів у Серії А під керівництвом Свена-Йорана Ерікссона, з якою у сезоні 1985/86 став віце-чемпіоном Італії та володарем Кубка Італії., втім пробитись в основу з-під більш досвідченого Убальдо Рігетті не зумів.
В жовтні 1986 року на правах оренди перейшов в «Емполі», яке викупило контракт гравця по закінченню сезону. У цій команді Луччі нарешті зміг стати основним гравцем, провівши за два сезони 46 ігор у Серії А.
Влітку 1988 року захисник перейшов в «Удінезе», де відіграв три сезони, два з яких у Серії Б і один (1989/90) у Серії А. Після цього восени 1991 року став гравцем «П'яченци», з якою 1993 року виграв Серію Б, завдяки чому клуб вперше в історії вийшов до Серії А. Загалом Луччі залишався в «П'яченці» до 1997 року і з 1995 року був капітаном команди після виходу Антоніо Де Вітіса. Загалом за «б'янкоросо» він зіграв понад 200 ігор, а єдиний свій гол у чемпіонаті за клуб в останньому турі сезону 1996/97 проти «Перуджі», який врятував його команду від прямого вильоту у Серію Б.
Після того Луччі допоміг «П'яченці» у плей-оф проти «Кальярі» зберегти місце в еліті, він переїхав до «Верони» з Серії Б, очолювану Луїджі Каньї, з яким Сеттіміо праціював аж п'ять сезонів у «П'яченці» (1991—1996). Луччі залишився там два сезони, вигравши у сезоні 1998/99 з клубом Серію Б, втім до вищого дивізіону не пішов і вирішив завершити кар'єру у другому дивізіоні, виступаючи за клуби «Тернана» та «Анкона», де грав до 2001 року.

## Виступи за збірну
Протягом 1984—1988 років залучався до складу молодіжної збірної Італії. На молодіжному рівні зіграв у 8 офіційних матчах, а також став чвертьфіналістом молодіжного чемпіонату Європи 1988 року.

## Кар'єра тренера
Розпочав тренерську кар'єру невдовзі по завершенні кар'єри гравця, 2004 року, тренуючи молодіжну команду «П'яченца», де пропрацював до 2007 року. Після цього очолював дублюючу команду «Піццигеттоне», а 2008 року і став головним тренером основи, втім вже в лютому 2009 року він подав у відставку через невдалі результати.
В подальшому з 2009 по 2011 рік працював з юнаками у «Пармі», а 4 червня 2011 року він став новим тренером «Фіоренцуоли». Цього разу команда Луччі теж виступила невдало, закінчивши чемпіонат на передостанньому місці і вилетівши в Еччеленцу, після чого Сеттіміо покинув клуб.
У вересні 2014 року Луччі очолив аматорський клуб «Вігор Карпането», з якою він виграв свою групу Промоціоне і вийшов до Еччеленци, але був звільнений у січні 2016 року, після ряду негативних результатів.
15 квітня 2018 року він став технічним асистентом Стефано Маккоппі в «Про П'яченці», а з наступного сезону очолив молодіжну команду клубу, де працював до 12 грудня 2018 року.

## Титули і досягнення

### Як гравця
- Віце-чемпіон Італії (1):

«Рома»: 1985–86
- Володар Кубка Італії (1):

«Рома»: 1985–86
- Переможець Серії Б (2):

«П'яченца»: 1994–95
«Верона»: 1998–99
- Чемпіон Європи (U-16): 1982